# Без семейна прилика
„Без семейна прилика“ е български 2-сериен телевизионен игрален филм (драма) от 2004 година, по сценарий и режисура на Юлия Кънчева. Оператор е Ивайло Кузов. 

## Сюжет
Журналистката Анна получава видеокасета. Първите кадри я връщат назад в миналото, когато по време на командировка в Берлин се е запознала с шведския журналист Андерс. Приятелството им е прераснало в нещо повече и двамата са си кореспондирали няколко години.
Научавайки ужасната новина, че той е загинал в Югославия, Анна се осмелява да потърси най-близкия му приятел в Стокхолм - Роджър. Той я кани в Швеция, а когато пристига, разбира, че трябва да се грижи известно време за сина на Андерс, тъй като баща му ще отсъства от страната. Даниел не приема Анна и се държи враждебно. Докато един ден не се случва нещо, което помага и на двамата да намерят път един към друг... 

## Актьорски състав
| Роля                        | Изпълнител            |
| --------------------------- | --------------------- |
|                             | В ролите              |
| Ана Михайлова, журналистка  | Албена Ставрева       |
| Даниел, синът на Андерс     | Рагнер П. Кристиянсон |
| Мария                       | Стефка Янорова        |
| Роджър, приятелят на Андерс | Петер Бьоркман        |
| Галя                        | Евгения Калканджиева  |
| Надя                        | Виолета Гиндева       |
| Ина                         | Мария Статулова       |
| Пешо                        | Пламен Сираков        |
| бодигарда                   | Деян Донков           |
| Жоро Салама                 | Петър Попйорданов     |
| Андерс, шведски журналист   | Джим Андерсон         |
| Темерута                    | Николай Хаджиминев    |
| посетителка                 | Домна Ганева          |
| чистачката                  | Златина Тодева        |
| коафьорът Тошо              | Малин Кръстев         |
| чиновник                    | Ханс-Олаф Нилсон      |
| румънката                   | Неда Соколовска       |
| продавачката                | Улла Стрюмпел         |
| Ангел                       | Петър Русев           |
|                             | В епизодите           |
|                             | Жана Стоянович        |
|                             | Детелин Кандев        |
|                             | Милен Цветков         |
|                             | Владислав Прелезов    |
|                             | Зорница Стоянова      |
|                             | Екатерина Желязкова   |
|                             | Иван Венцеславов      |

и други